# Han Da-som
Han Da-som (* 22. Oktober 1994) ist eine südkoreanische Skilangläuferin.

## Werdegang
Han startete im Dezember 2010 in Pyeongchang erstmals im Skilanglauf-Far-East-Cup und errang dabei die Plätze sechs und fünf über 5 km. Im folgenden Monat kam sie bei den Winter-Asienspielen in Almaty jeweils auf den achten Platz über 5 km klassisch und im Sprint und auf den vierten Rang mit der Staffel. Bei den Junioren-Skiweltmeisterschaften 2012 in Erzurum belegte sie den 66. Platz im Sprint, den 62. Rang über 5 km klassisch und den 61. Platz im Skiathlon und bei den Junioren-Skiweltmeisterschaften 2013 in Liberec den 66. Platz über 5 km Freistil, den 64. Rang im Skiathlon und den 63. Platz im Sprint. Ihr Debüt im Weltcup hatte sie im November 2012 in Kuusamo, welches sie auf dem 97. Platz im Sprint beendete. In der Saison 2013/14 holte sie in Pyeongchang über 5 km klassisch und 10 km Freistil ihre ersten Siege im Far-East-Cup und errang damit den siebten Platz in der Gesamtwertung. Zudem wurde sie im Januar 2014 südkoreanische Meisterin im Sprint. In der Saison 2015/16 siegte sie in Pyeongchang erneut über 5 km klassisch und wurde damit Sechste in der Gesamtwertung. Im folgenden Jahr errang sie in Pyeongchang mit dem 36. Platz im Sprint ihre beste Einzelplatzierung im Weltcup und gewann bei den Winter-Asienspielen in Sapporo die Bronzemedaille mit der Staffel. Zudem belegte sie dort den 15. Platz im 15-km-Massenstartrennen, jeweils den 14. Rang über 5 km klassisch und im Sprint und den 12. Platz über 10 km Freistil. In der Saison 2018/19 kam sie mit drei vierten Plätzen und einen dritten Platz auf den sechsten Gesamtrang und in der Saison 2019/20 mit je einen zweiten und dritten Platz auf den achten Gesamtrang im Far-East-Cup. Zudem wurde sie im Januar 2019 erneut südkoreanische Meisterin im Sprint. Nach Platz eins im Sprint bei den südkoreanischen Meisterschaften im Januar 2021, errang sie mit dem Plätzen drei und zwei den zweiten Platz in der Gesamtwertung des Far-East-Cups. Beim Saisonhöhepunkt, den Nordischen Skiweltmeisterschaften 2021 in Oberstdorf, lief sie auf den 72. Platz im Sprint, auf den 68. Rang über 10 km Freistil und auf den 45. Platz im 30-km-Massenstartrennen. Zudem errang sie dort zusammen mit Lee Eui-jin den 22. Platz im Teamsprint. Im folgenden Jahr belegte sie bei den Olympischen Winterspielen in Peking den 75. Platz im Sprint und erneut den 22. Rang zusammen mit Lee Eui-jin im Teamsprint.

## Siege bei Continental-Cup-Rennen
| Nr. | Datum             | Ort         | Disziplin      | Serie        |
| --- | ----------------- | ----------- | -------------- | ------------ |
| 1.  | 4. Februar 2014   | Pyeongchang | 5 km klassisch | Far East Cup |
| 2.  | 5. Februar 2014   | Pyeongchang | 10 km Freistil | Far East Cup |
| 3.  | 26. Januar 2016   | Pyeongchang | 5 km klassisch | Far East Cup |
| 4.  | 17. Dezember 2024 | Pyeongchang | 5 km Freistil  | Far East Cup |

## Teilnahmen an Weltmeisterschaften und Olympischen Winterspielen

### Olympische Spiele
- 2022 Peking: 22. Platz Teamsprint klassisch, 75. Platz Sprint Freistil

### Nordische Skiweltmeisterschaften
- 2021 Oberstdorf: 22. Platz Teamsprint Freistil, 45. Platz 30 km klassisch Massenstart, 68. Platz 10 km Freistil, 72. Platz Sprint klassisch
- 2025 Trondheim: 17. Platz Teamsprint klassisch, 63. Platz 10 km klassisch, 70. Platz Sprint Freistil